# خمسی آبی
خمسی آبی (نام علمی: Spratelloides robustus) نام یک گونه از سرده خمسی‌وارها است.